# Polohy rajon
Polohy rajon (ukrainsk: Пологівський район, tr. Polohyvskij rajon) er en af 5 rajoner i Zaporizjzja oblast i Ukraine, hvor Polohy rajon er beliggende centralt-østligt i Zaporizjzja oblast, og
rajonen grænser op til Dnipropetrovsk oblast mod nord og Donetsk oblast mod øst. Efter Ukraines administrative reform fra juli 2020 er den tidligere Polohy rajon udvidet med andre nærtliggende rajoner, så det samlede befolkningstal for Polohy rajon er nået op på 172.500.
Blandt byerne i Polohy rajon finder man Huljajpole (ukrainsk: Гуляйполе), hvor anarkisten Nestor Makhno var født, og hvorfra hans guerillastyrke bestående af hovedsageligt etnisk ukrainske bønder kæmpede mod flere fjender, indtil det endelige nederlag overfor den Røde Hær i 1921.